# Reginald Sherman
Reginald A. Sherman (Savannah (Georgia), 1838 - Liverpool, Verenigd Koninkrijk, augustus 1894) was een Liberiaans staatsman en militair.
Hij werd geboren in Savannah, Georgia, Verenigde Staten van Amerika in 1838 en emigreerde in 1855 naar Liberia. Hij werd generaal in het leger (de militie) van Liberia en diende als minister van Oorlog en Marine. Na de omverwerping van president Edward Roye in oktober 1871 was hij een lid van het uitvoerende comité dat tijdelijk het land regeerde. Op 4 november 1871 trad het uitvoerend comité af en werd de burgerregering hersteld. Nadien vocht Sherman in de derde en vierde oorlog tegen de Grebo. Hij overleed uiteindelijk in Liverpool, Engeland.